# シリア・ポール
シリア・ポール（Celia Paul、1947年10月23日 - ）は、日本の女優・歌手。本名、シリア・ポール・キテンゲス（キテンゲス・ポール・シリア）。血液型B型。大阪市東淀川区出身。

## 来歴
国籍はインド。父はインド人貿易商（本名の「ポール・キテンゲス」は父の名前でもある）。母は日本人。ポール聖名子、エルザ・ポールは姉妹。
小学1年生の時に、兄の友人の映画関係者の勧めで子役のオーディションを受けて合格、テレビ・映画に子役として出演した。映画の初出演作は「亡命記」。その後も松竹専属として9本の映画に出演。
大阪女学院中学校入学と共に一時芸能界を離れる。大阪女学院高等学校卒業後、芸能活動を再開し、テレビドラマの単発出演を数本務めた他『コロムビアグランドショー』（フジテレビ）の司会・レギュラー出演を務める。1968年に大阪から東京へ活動拠点を移す。
1969年、ニッポン放送「ザ・パンチ・パンチ・パンチ」初代DJ「モコ・ビーバー・オリーブ」の「オリーブ」として人気があった。1977年、ソロアルバム『夢で逢えたら』で再デビューする。同アルバムの発売当時の売上は1万枚ほどであった。
また、1970年代後半から1980年代にかけては、FM東京のDIATONE ポップスベストテンやサントリー・サウンドマーケットといった音楽番組のパーソナリティも担当した。

## 人物
特技はボートで、ボートのレースでグランプリを獲ったこともある。

## 作品

### シングル
モコ・ビーバー・オリーブ
- わすれたいのに（詞：奥山侊伸、曲：L.Kolber、編曲：ありたあきら）／シックスティーン・リーズン（1969年2月）
- 幸せすぎたの（訳詞：高階有吉、曲：B.Lowe、編曲：ありたあきら）／ささやく天使（1969年）
- 海の底でうたう唄（詞：尾崎きよみ、曲：関口真人、編曲：青木望）／タイム・アフター・タイム（1969年12月）

ソロ
- 夢で逢えたら／恋はメレンゲ（詞・曲：大瀧詠一、編曲：多羅尾伴内・山下達郎）1977年6月1日発売
- MAI〜今日は星がキレイ（1989年、プロモーション用）

### アルバム
モコ・ビーバー・オリーブ
- わすれたいのに（1969年9月、1993年及び2003年に限定再盤）

わすれたいのに、シークレット・ラヴ、つのる想い、アンチェインド・メロディー、やさしくしてね、オー・ディオ・ミオ、幸せすぎたの、ささやく天使、愛の誓い、夢をみるだけ、タイム・アフター・タイム、シックスティーン・リーズン

ソロ
- 夢で逢えたら（1977年6月25日発売）

夢で逢えたら、恋はメレンゲ、ドリーミング・デイ、One Fine Day、Walk With Me、こんな時、The Very Trought Of You、Whispering、Tonight You Belong To Me、Oh Why、Cha Cha Charming、夢で逢えたら、もう一度
- MAI（1989年発売）

## 出演

### 映画
- 亡命記（1955年）慧子役
- 素晴らしき招待（1955年）
- 続二等兵物語 南方孤島の巻（1956年）ポール役
- 緑なる人（二部作）（1956年）姪美代子役
- 歌う弥次喜多　黄金道中（1957年）おきん役
- 勢揃い桃色御殿（1957年）マリちゃん役
- 赤道を駈ける男（1968年、日活）マリーヤ役
- まっぴら社員遊侠伝（1968年、松竹）安子役

### テレビ
- コロムビアグランドショー（フジテレビ）
- インパールの瞳（1961年5月、東芝日曜劇場、朝日放送）
- キイハンター (TBS) - 第34話「墓を掘る殺し屋たち」
- 怪獣王子（フジテレビ、1967年 - 1968年）グレース役
- 戦え! マイティジャック（フジテレビ、1968年）- 第10話「消えた王女の謎を解け!! 」ユカリーナ王女 役
- 世界びっくりアワー（東京12チャンネル）アシスタント
- オールナイトフジ (1969-1975)（フジテレビ）

### ラジオ
- ザ・パンチ・パンチ・パンチ（1969年、ニッポン放送）DJ。当時の愛称はオリーブ[1]。
- AGFコーヒータイム（1978-1981、FM東京）DJ
- DIATONE ポップスベストテン（FM東京）
- サントリー・サウンドマーケット（1986-1992、FM東京）[1]

## その他
- 第3回世界歌謡祭 World Popular Song Festival in Tokyo '72（1972年11月17日）司会[5]
- 第4回世界歌謡祭 World Popular Song Festival in Tokyo '73（1973年11月18日)司会